# Роуз Бърн
Роуз Бърн (на английски: Mary Rose Byrne) е австралийска актриса, номинирана за „Сателит“, две награди „Златен глобус“ и две награди „Еми“. Прави своя дебют през 1994 г. с малка роля във филма „Далас Дол“, други известни продукции с нейно участие са филмите „Чудовище“, „Троя“, „28 седмици по-късно“, „Проектът „Sunshine““, „Х-Мен: Първа вълна“ и сериалът „Щети“.

## Ранен живот
Роуз Бърн е родена на 24 юли 1979 г. в Балмейн, предградие на Сидни, Австралия и е от ирландско и шотландско потекло. Роуз е дъщеря на Джейн, администратор на основно училище и Робин Бърн, статистик и пазарен анализатор. Тя е най-малкото от четирите им деца, има по-голям брат – Джордж и две по-големи сестри – Алис и Луси. И двамата и родители са атеисти и тя описва себе си като агностик. Бърн завършва основно училище в Белмейн и гимназия в Хънтърс Хил (предградие на Сидни). Тя започва да взима уроци на осемгодишна възраст в „Австралийски театър за млади хора“. През 1999 г. учи актьорско майсторство в Атлантик тиътър къмпани (Atlantic Theatre Company).

## Кариера
Бърн изиграва първата си роля във филма „Далас Дол“, когато е на 13 години. През 2003 участва в три австралийски филма. През 2004 участва като Бризеида в епоса на Волфганг Петерсен „Троя“. След Троя, отново се среща с Питър О'Туул в сериала „Казанова“ (2005 г.) на Би Би Си.
Участва като Алекс с Джош Хартнет и Даян Крюгер в романтичния психологически трилър „Срещи в парка“ (2004 г.).
През 2007 играе Каси в научнофантастичния филм на Дани Бойл „Проектът „Sunshine““.
Бърн се снима в сериалът „Щети“, а през 2011 се снима в „Х-Мен: Първа вълна“, режисиран от Матю Вон.

## Избрана филмография
- „Далас Дол“ (1994)
- „Две ръце“ (1999)
- „Датата“ (1999)
- „Терена“ (2001)
- „Град на призраци“ (2002)
- „Чудовище“ (2003)
- „Троя“ (2004)
- „Наемателите“ (2005)
- „Мария Антоанета“ (2006)
- „28 седмици по-късно“ (2007)
- „Проектът „Sunshine““ (2007)
- „Щети“ (сериал, 2007 – 2012)
- „Адам“ (2009)
- „И аз те обичам“ (2010)
- „Коварен“ (2011)
- „Шаферки“ (2011)
- „Х-Мен: Първа вълна“ (2011)
- „Мястото отвъд дърветата“ (2012)
- „Давам им година“ (2013)
- „Да разлаем съседите“ (2014)
- „Шантава седмица“ (2014)
- „Ани“ (2014)
- „Шпиони“ (2015)
- „Да разлаем съседите още веднъж“ (2016)
- „Х-Мен: Апокалипсис“ (2016)